# Grand Prix Czech na żużlu
Grand Prix Czech – zawody z cyklu żużlowego Grand Prix.
O Wielką Nagrodę Czech żużlowcy rywalizują od sezonu 1997. W cyklu impreza ta zajęła miejsce Grand Prix Włoch. Przez pierwsze cztery sezony (do 2000) GP Czech było pierwszą eliminacją i otwierało sezon.
Zawody na Stadionie Markéta odbyły się jak dotąd (2024) 30 razy, co stawia Pragę na pierwszym miejscu wśród miast, w których rozgrywane było Grand Prix.
W 1999 zawody wygrał Tomasz Gollob (jako pierwszy Polak, powtórzył to osiągnięcie 11 lat później). Rozpoczął tym samym swój najlepszy (aż do 2010) sezon, kiedy to dopiero w ostatniej eliminacji stracił pierwsze miejsce w klasyfikacji generalnej i zdobył srebrny medal IMŚ.
W 2007 na podium stanęło dwóch Polaków: Jarosław Hampel i Rune Holta (Norweg startujący pod polską flagą). Był to pierwszy taki przypadek (w historii 95 dotąd rozegranych turniejów), by na podium stało dwóch zawodników z polskimi flagami. W Pradze, dwóch Polaków stawało na podium jeszcze czterokrotnie: w latach 2010 i 2011 (w obu przypadkach byli to Hampel i Gollob), w 2015 i Maciej Janowski oraz Patryk Dudek z Januszem Kołodziejem w sezonie 2019.
Najwięcej rund GP Czech z rzędu (3) wygrywali Jason Crump w latach 2002–2004, Tai Woffinden w latach 2013–2015 i Martin Vaculík w latach 2022-2024.
Grand Prix Czech najwięcej razy (6 – stan na 2024 rok) zdobywali Polacy – po dwa razy padło ono łupem Bartosza Zmarzlika i Tomasza Golloba, po jednym razie zwyciężali Janusz Kołodziej i Maciej Janowski. Łącznie aż ośmiu Polaków stało tu na podium.

## Podium
| Lp.        | Sezon | Miejscowość | Stadion | Szczegóły |                  |                    |                  |
| ---------- | ----- | ----------- | ------- | --------- | ---------------- | ------------------ | ---------------- |
| 1. (13.)   | 1997  | Praga       | Markéta | wyniki    | Greg Hancock     | Billy Hamill       | Tomasz Gollob    |
| 2. (19.)   | 1998  | Praga       | Markéta | wyniki    | Tony Rickardsson | Billy Hamill       | Jimmy Nilsen     |
| 3. (25.)   | 1999  | Praga       | Markéta | wyniki    | Tomasz Gollob    | Greg Hancock       | Jason Crump      |
| 4. (31.)   | 2000  | Praga       | Markéta | wyniki    | Billy Hamill     | Mark Loram         | Chris Louis      |
| 5. (40.)   | 2001  | Praga       | Markéta | wyniki    | Billy Hamill     | Tony Rickardsson   | Jason Crump      |
| 6. (48.)   | 2002  | Praga       | Markéta | wyniki    | Jason Crump      | Greg Hancock       | Ryan Sullivan    |
| 7. (59.)   | 2003  | Praga       | Markéta | wyniki    | Jason Crump      | Tony Rickardsson   | Nicki Pedersen   |
| 8. (63.)   | 2004  | Praga       | Markéta | wyniki    | Jason Crump      | Jarosław Hampel    | Tony Rickardsson |
| 9. (76.)   | 2005  | Praga       | Markéta | wyniki    | Tony Rickardsson | Bjarne Pedersen    | Jarosław Hampel  |
| 10. (87.)  | 2006  | Praga       | Markéta | wyniki    | Hans Andersen    | Matej Žagar        | Antonio Lindbäck |
| 11. (95.)  | 2007  | Praga       | Markéta | wyniki    | Nicki Pedersen   | Jarosław Hampel    | Rune Holta       |
| 12. (106.) | 2008  | Praga       | Markéta | wyniki    | Nicki Pedersen   | Hans Andersen      | Jason Crump      |
| 13. (112.) | 2009  | Praga       | Markéta | wyniki    | Emil Sajfutdinow | Fredrik Lindgren   | Jason Crump      |
| 14. (125.) | 2010  | Praga       | Markéta | wyniki    | Tomasz Gollob    | Nicki Pedersen     | Jarosław Hampel  |
| 15. (136.) | 2011  | Praga       | Markéta | wyniki    | Greg Hancock     | Jarosław Hampel    | Tomasz Gollob    |
| 16. (147.) | 2012  | Praga       | Markéta | wyniki    | Nicki Pedersen   | Jason Crump        | Tomasz Gollob    |
| 17. (160.) | 2013  | Praga       | Markéta | wyniki    | Tai Woffinden    | Krzysztof Kasprzak | Nicki Pedersen   |
| 18. (172.) | 2014  | Praga       | Markéta | wyniki    | Tai Woffinden    | Greg Hancock       | Matej Žagar      |
| 19. (183.) | 2015  | Praga       | Markéta | wyniki    | Tai Woffinden    | Jarosław Hampel    | Maciej Janowski  |
| 20. (196.) | 2016  | Praga       | Markéta | wyniki    | Jason Doyle      | Greg Hancock       | Chris Harris     |
| 21. (207.) | 2017  | Praga       | Markéta | wyniki    | Jason Doyle      | Greg Hancock       | Václav Milík     |
| 22. (217.) | 2018  | Praga       | Markéta | wyniki    | Fredrik Lindgren | Patryk Dudek       | Emil Sajfutdinow |
| 23. (228.) | 2019  | Praga       | Markéta | wyniki    | Janusz Kołodziej | Leon Madsen        | Patryk Dudek     |
| 24. (240.) | 2020  | Praga       | Markéta | wyniki    | Bartosz Zmarzlik | Tai Woffinden      | Jason Doyle      |
| 25. (241.) | 2020  | Praga       | Markéta | wyniki    | Bartosz Zmarzlik | Tai Woffinden      | Martin Vaculík   |
| 26. (244.) | 2021  | Praga       | Markéta | wyniki    | Maciej Janowski  | Emil Sajfutdinow   | Tai Woffinden    |
| 27. (245.) | 2021  | Praga       | Markéta | wyniki    | Artiom Łaguta    | Maciej Janowski    | Fredrik Lindgren |
| 28. (257.) | 2022  | Praga       | Markéta | wyniki    | Martin Vaculík   | Tai Woffinden      | Jason Doyle      |
| 29. (267.) | 2023  | Praga       | Markéta | wyniki    | Martin Vaculík   | Leon Madsen        | Jack Holder      |
| 30. (278.) | 2024  | Praga       | Markéta | wyniki    | Martin Vaculík   | Fredrik Lindgren   | Bartosz Zmarzlik |

## Najwięcej razy w finale Grand Prix Czech
| Miejsce | Imię i nazwisko        | 1. miejsce | 2. miejsce | 3. miejsce | 4. miejsce | Razem |
| ------- | ---------------------- | ---------- | ---------- | ---------- | ---------- | ----- |
| 1.      | Tai Woffinden          | 3          | 3          | 1          | 1          | 8     |
| 2.      | Jason Crump            | 3          | 1          | 4          | 2          | 10    |
| 3.      | Nicki Pedersen         | 3          | 1          | 2          | 2          | 8     |
| 4.      | Martin Vaculik         | 3          | 0          | 1          | 0          | 4     |
| 5.      | Greg Hancock           | 2          | 5          | 0          | 2          | 9     |
| 6.      | Tony Rickardsson       | 2          | 2          | 1          | 1          | 6     |
| 7.      | Billy Hamill           | 2          | 2          | 0          | 0          | 4     |
| 8.      | Tomasz Gollob          | 2          | 0          | 3          | 2          | 7     |
| 9.      | Jason Doyle            | 2          | 0          | 2          | 1          | 5     |
| 10.     | Bartosz Zmarzlik       | 2          | 0          | 1          | 1          | 4     |
| 11.     | Fredrik Lindgren       | 1          | 2          | 1          | 2          | 6     |
| 12.     | Emil Sajfutdinow       | 1          | 1          | 1          | 3          | 6     |
| 13.     | Maciej Janowski        | 1          | 1          | 1          | 1          | 4     |
| 14.     | Hans Andersen          | 1          | 1          | 0          | 0          | 2     |
| 15.     | Janusz Kołodziej       | 1          | 0          | 0          | 0          | 1     |
| 15.     | Artiom Łaguta          | 1          | 0          | 0          | 0          | 1     |
| 17.     | Jarosław Hampel        | 0          | 4          | 2          | 1          | 7     |
| 18.     | Leon Madsen            | 0          | 2          | 0          | 0          | 2     |
| 19.     | Patryk Dudek           | 0          | 1          | 1          | 1          | 3     |
| 20.     | Matej Žagar            | 0          | 1          | 1          | 0          | 2     |
| 21.     | Mark Loram             | 0          | 1          | 0          | 0          | 1     |
| 21.     | Bjarne Pedersen        | 0          | 1          | 0          | 0          | 1     |
| 21.     | Krzysztof Kasprzak     | 0          | 1          | 0          | 0          | 1     |
| 24.     | Jimmy Nilsen           | 0          | 0          | 1          | 1          | 2     |
| 24.     | Ryan Sullivan          | 0          | 0          | 1          | 1          | 2     |
| 24.     | Rune Holta             | 0          | 0          | 1          | 1          | 2     |
| 27.     | Chris Louis            | 0          | 0          | 1          | 0          | 1     |
| 27.     | Antonio Lindbäck       | 0          | 0          | 1          | 0          | 1     |
| 27.     | Chris Harris           | 0          | 0          | 1          | 0          | 1     |
| 27.     | Václav Milík           | 0          | 0          | 1          | 0          | 1     |
| 27.     | Jack Holder            | 0          | 0          | 1          | 0          | 1     |
| 32.     | Sławomir Drabik        | 0          | 0          | 0          | 1          | 1     |
| 32.     | Todd Wiltshire         | 0          | 0          | 0          | 1          | 1     |
| 32.     | Scott Nicholls         | 0          | 0          | 0          | 1          | 1     |
| 32.     | Leigh Adams            | 0          | 0          | 0          | 1          | 1     |
| 32.     | Magnus Zetterström     | 0          | 0          | 0          | 1          | 1     |
| 32.     | Niels Kristian Iversen | 0          | 0          | 0          | 1          | 1     |
| 32.     | Dominik Kubera         | 0          | 0          | 0          | 1          | 1     |